# Малое транспортное кольцо Алма-Аты
Малое транспортное кольцо Алма-Аты — кольцевая автомобильная дорога в Алма-Ате, проходящая по проспекту Аль-Фараби — улице Саина — проспекту Рыскулова — Кульджинскому тракту — Восточной объездной дороге, замкнутая в 2011 году с вводом в эксплуатацию последней. Общая протяжённость Малого кольца составляет 39,2 километра. Ширина автодороги на различных участках варьируется от 4 до 6 полос. Пересекает 6 из 8 районов города
На кольце находится 21 транспортная развязка. По состоянию на 2022 год ведётся строительство ещё двух. Наземные пешеходные переходы и пересечения с другими дорогами на одном уровне отсутствуют (за исключением двух участков на проспекте Рыскулова), что позволяет обеспечить непрерывное скоростное движение на всём протяжении автотрассы. Малое транспортное кольцо пересекает реки Малая Алматинка, Большая Алматинка, Есентай и Жарбулак. Также по Малому транспортному кольцу курсирует городской маршрут № 38.

## История
Целый ряд объектов Малого транспортного кольца Алма-Аты был построен ещё в советский период в рамках самостоятельного строительства автомобильных дорог. Так ряд мостов над реками на проспектах Аль-Фараби и Рыскулова были построены в 1970-х, а ключевые объекты на проспекте Рыскулова были построены в 1980-х годах — путепровод над железнодорожными путями в промышленной зоне, транспортная развязка с проспектом Суюнбая (в то время — Красногвардейский тракт).
В начале 2000-х годов Алма-Ата столкнулась с проблемой резкого роста количества автомобильного транспорта на дорогах города. Кроме этого большой проблемой для южной столицы стал транзитный транспорт, который проходил через центр города, преимущественно по проспекту Райымбека. Также на месте закрытых заводов и фабрик в центре города началась точечная застройка.
В 2001 году было начато строительство транспортной развязки на пересечении улицы Саина и проспекта Райымбека, которое было завершено в 2005 году, став первым объектом Малого кольца, построенного в современном Казахстане.
В 2006 году было принято решение о строительстве Восточной объездной автомобильной дороги и объединения проспекта Аль-Фараби, улицы Саина, проспекта Рыскулова, Кульджинского тракта и ВОАД в Малое транспортное кольцо.
В 2010 году был построен первый участок Восточной объездной дороги, а в 2011 году она была завершена, дойдя до улицы Халиуллина. Таким образом, Малое транспортное кольцо было замкнуто. В дальнейшем продолжилось строительство транспортных развязок для обеспечения скоростного движения.
В 2016 году улица Толе би была продлена в восточном направлении до Восточной объездной дороги со строительством на ней транспортной развязки.
В 2017 году было объявлено о начале строительства двух ключевых транспортных развязок на проспекте Рыскулова — с улицей Емцова и Кульджинским трактом. Эти проекты должны завершить основной этап строительства Малого транспортного кольца. Таким образом, единственными ограниченными участками останется промежуток на проспекте Рыскулова между проспектом Суюнбая и Кульджинским трактом с двумя пересечениями на одном уровне и регулируемыми светофорами перекрёстками с улицами Джангильдина-Папанина и Айша-Биби; а также на пересечении с улицей Тлендиева.

## Хронология ввода объектов
Ниже представлена хронология ввода основных объектов Малого транспортного кольца, начиная с 2007 года:
- 14 мая 2007 года — открыта транспортная развязка Рыскулова — Сейфуллина — Жансугурова. Проспект Рыскулова проходит по эстакаде, которая начинается до улицы Жансугурова и заканчивается за проспектом Сейфуллина перед путепроводом над проспектом Суюнбая[6].
- 3 августа 2007 года — запущено движение на продлении проспекта Сейфуллина до проспекта Аль-Фараби[7].
- 7 сентября 2007 года — открыто движение на развязке проспекта Аль-Фараби и улицы Фурманова[8].
- 24 ноября 2007 года — открыта транспортная развязка на проспекте Аль-Фараби и проспекте Достык[9].
- 20 мая 2009 года — запущено движение на развязке улицы Толе би и улицы Саина[10].
- 8 июля 2009 года — открыто движение на развязке проспекта Аль-Фараби и улицы Жарокова[11].
- 27 октября 2010 года — открыт первый участок Восточной объездной дороги[12].
- 2011 год — завершена пробивка Восточной объездной дороги до Кульджинского тракта. Малое транспортное кольцо стало замкнутым.
- 10 октября 2012 года — открыта транспортная развязка на улицах Саина и Жубанова[13].
- 8 июля 2016 года — открыта развязка улицы Толе би и Восточной объездной автодороги[14].
- 1 сентября 2016 года — запущено движение по развязке проспекта Рыскулова и улицы Саина[15].
- 14 декабря 2021 года — запущено движение по развязке проспекта Рыскулова и улицы Емцова [16].

## Сведения
Малое транспортное кольцо проходит по проспекту Аль-Фараби — улице Саина — проспекту Рыскулова — Кульджинскому тракту — Восточной объездной дороге. При этом на всех участках за исключением одного (небольшой части проспекта Рыскулова) по состоянию на 2019 год действует бессветофорное движение.
| Малое транспортное кольцо Алма-Аты                                 | Малое транспортное кольцо Алма-Аты | Малое транспортное кольцо Алма-Аты                                                                 |
| Объект                                                             | Год постройки                      | Описание                                                                                           |
| Проспект Аль-Фараби                                                | Проспект Аль-Фараби                | Проспект Аль-Фараби                                                                                |
| ------------------------------------------------------------------ | ---------------------------------- | -------------------------------------------------------------------------------------------------- |
| транспортная развязка с проспектом Достык                          | 2007                               | проспект Аль-Фараби проходит в тоннеле под проспектом Достык                                       |
| транспортная развязка с проспектом Назарбаева                      | 2007                               | проспект Аль-Фараби проходит в тоннеле под проспектом Назарбаева                                   |
| транспортная развязка с проспектом Сейфуллина                      | 2007                               | проспект Сейфуллина проходит в тоннеле под проспектом Аль-Фараби                                   |
| мост через реку Есентай                                            | 1960-е                             | |
| транспортная развязка на комплекс лыжных трамплинов                | 2007                               | подъездная дорога к комплексу проходит в тоннеле под проспектом Аль-Фараби                         |
| транспортная развязка на Ремизовское ущелье                        | 2012                               | проект заморожен, поворот к Ремизовскому ущелью ограждён разделителями                             |
| транспортная развязка с улицей Жарокова                            | 2009                               | проспект Аль-Фараби проходит по мосту над улицей Жарокова                                          |
| транспортная развязка с улицей Розыбакиева                         | 2013                               | проспект Аль-Фараби проходит по мосту над улицей Розыбакиева                                       |
| мост через реку Большая Алматинка                                  | 1960-е                             | |
| транспортная развязка с улицами Мустафина и Садыкова               | 2012                               | проспект Аль-Фараби в тонелле под споряжением улиц Мустафина и Садыкова                            |
| транспортная развязка с улицами Саина и Торайгырова                | 2006                               | проспект Аль-Фараби сопрягается в тоннеле с улицей Саина                                           |
| Улица Саина                                                        |                                    | |
| транспортная развязка с улицей Жандосова                           | 2007                               | улица Саина проходит в тоннеле под улицей Жандосова                                                |
| транспортная развязка с улицей Шаляпина                            | 2007                               | улица Саина проходит в тоннеле под улицей Шаляпина                                                 |
| транспортная развязка с проспектом Абая                            | 2007                               | улица Саина проходит в тоннеле под проспектом Абая                                                 |
| транспортная развязка с улицей Жубанова                            | 2012                               | улица Саина проходит по мосту над улицей Жубанова                                                  |
| транспортная развязка с улицей Толе Би                             | 2009                               | улица Толе Би проходит по мосту над улицей Саина                                                   |
| транспортная развязка с проспектом Райымбека                       | 2005                               | проспект Райымбека проходит по мосту над улицей Саина                                              |
| транспортная развязка с проспектом Рыскулова                       | 2016                               | проспект Рыскулова проходит по мосту над улицей Саина                                              |
| Проспект Рыскулова                                                 |                                    | |
| транспортная развязка с улицей Емцова                              | 2022                               | улица Емцова проходит по мосту над проспектом Рыскулова                                            |
| мост через реку Большая Алматинка                                  | 1970-е                             | |
| транспортная развязка с улицей Кудерина                            | 2008                               | улица Кудерина проходит в тоннеле под проспектом Рыскулова                                         |
| мост через реку Есентай                                            | 1970-е                             | |
| транспортная развязка с улицей Бокейханова                         | 2010                               | улица Бокейханова проходит по мосту над проспектом Рыскулова                                       |
| путепровод                                                         | 1970-е                             | над железнодорожными путями в промышленной зоне                                                    |
| транспортная развязка с улицей Жансугурова и проспектом Сейфуллина | 2007                               | проспект Рыскулова проходит по эстакаде над улицей Жансугурова (в тоннеле) и проспектом Сейфуллина |
| транспортная развязка с проспектом Суюнбая                         | 1980-е                             | проспект Рыскулова проходит по мосту над железнодорожными путями и проспектом Суюнбая              |
| перекрёсток с улицей Папанина и улицей Жангельдина                 |                                    | строительство развязки затрудняется нахождением рядом с Большим Алматинским каналом                |
| перекрёсток с улицей Айша-Биби                                     |                                    | строительство развязки затрудняется нахождением рядом с Большим Алматинским каналом                |
| мост через реку Малая Алматинка                                    | 1980-е                             | |
| транспортная развязка с Кульджинским трактом                       | 2019                               | Кульджинский тракт пройдёт по мосту над проспектом Рыскулова                                       |
| Кульджинский тракт                                                 |                                    | |
| транспортная развязка с улицей Халиуллина и Талгарским трактом     | 2013                               | Кульджинский тракт проходит по эстакаде над сопряжением улицы Халиуллина и Талгарского тракта      |
| Восточная объездная автомобильная дорога                           |                                    | |
| транспортная развязка с улицей Толе би                             | 2016                               | улица Толе би проходит по мосту над Восточной объездной дорогой                                    |
| мост через реку Жарбулак                                           | 2010                               | |
| тоннель под улицей ханов Керей и Жанибека                          | 2010                               | построен для сопряжения с проспектом Аль-Фараби                                                    |

## Галерея

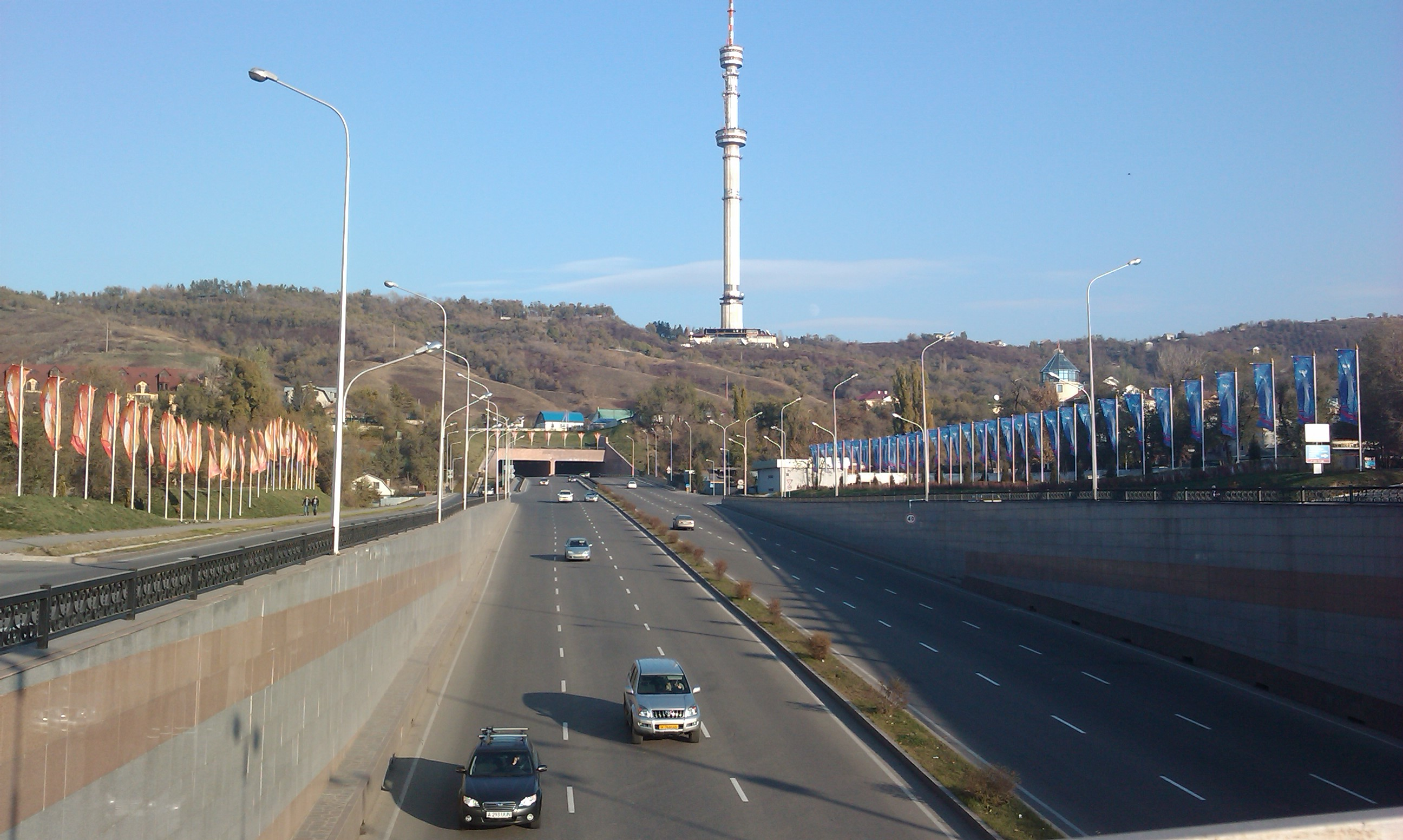
Вид на Кок-Тобе с развязки Аль-Фараби-Достык
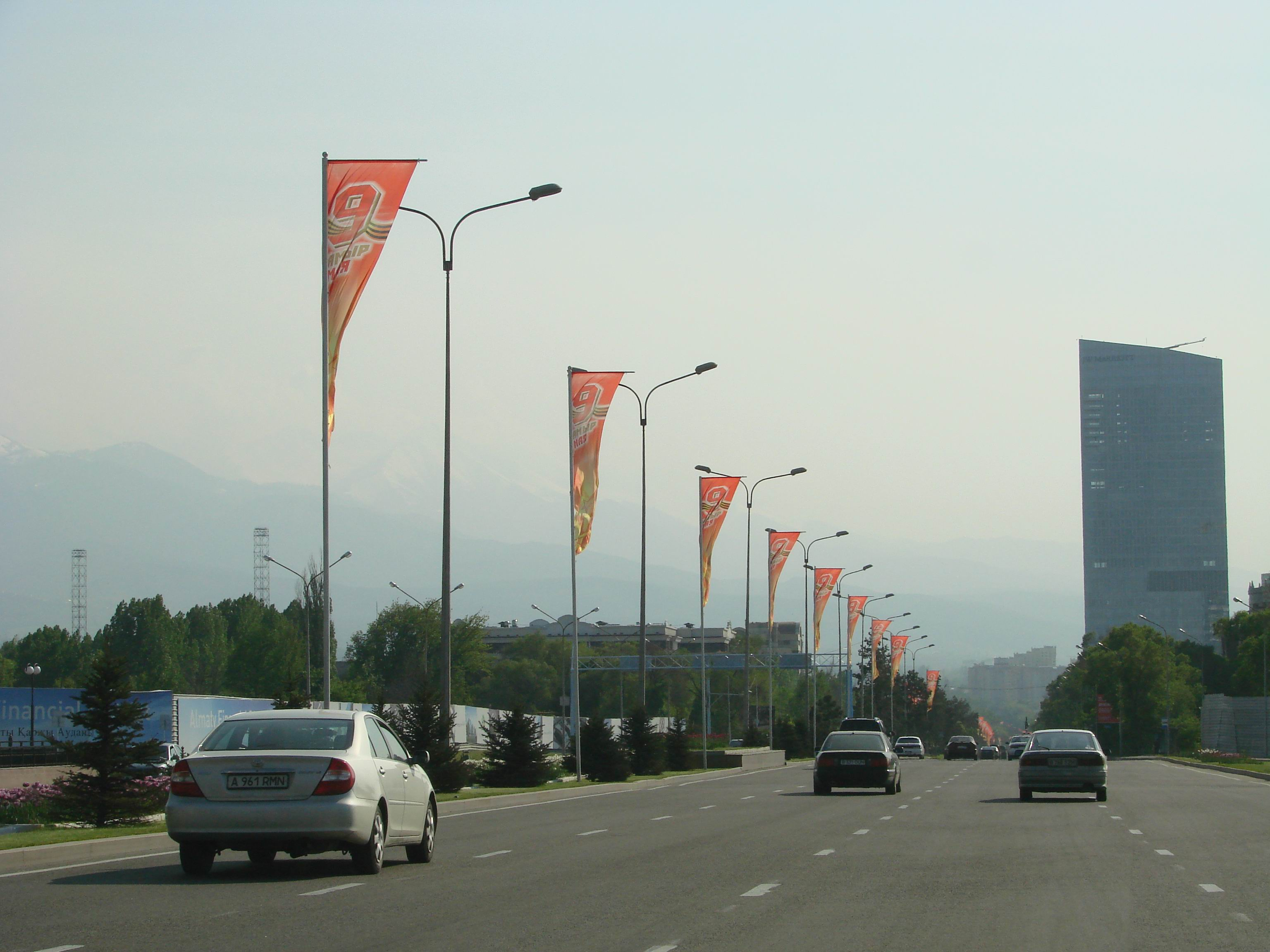
Проспект Аль-Фараби в западном направлении
Esentai Tower на Аль-Фараби
Бизнес-центр Нурлытау на проспекте Аль-Фараби
Меркур Тауэрс на проспекте Аль-Фараби
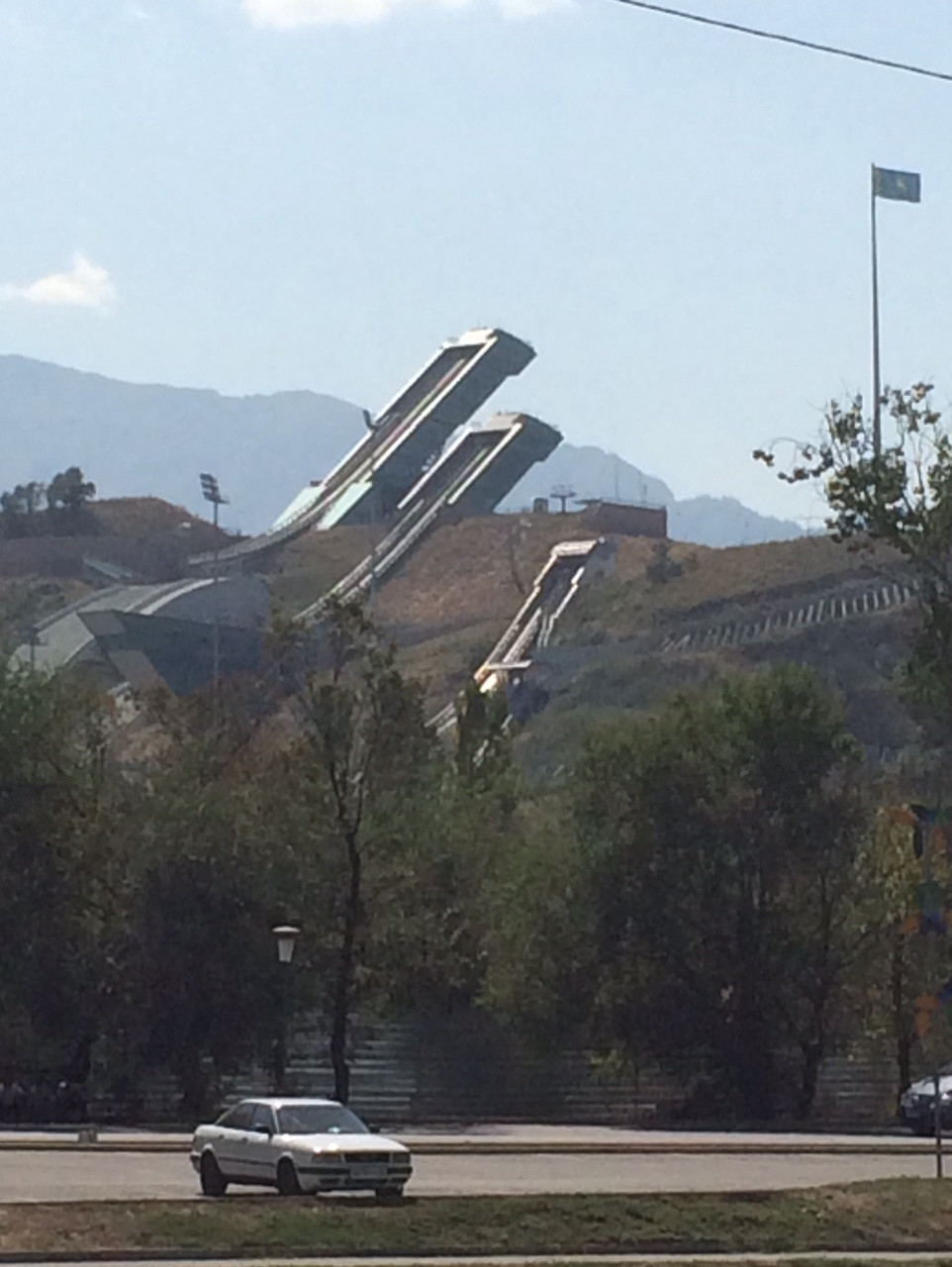
Комплекс трамплинов «Сункар» на проспекте Аль-Фараби
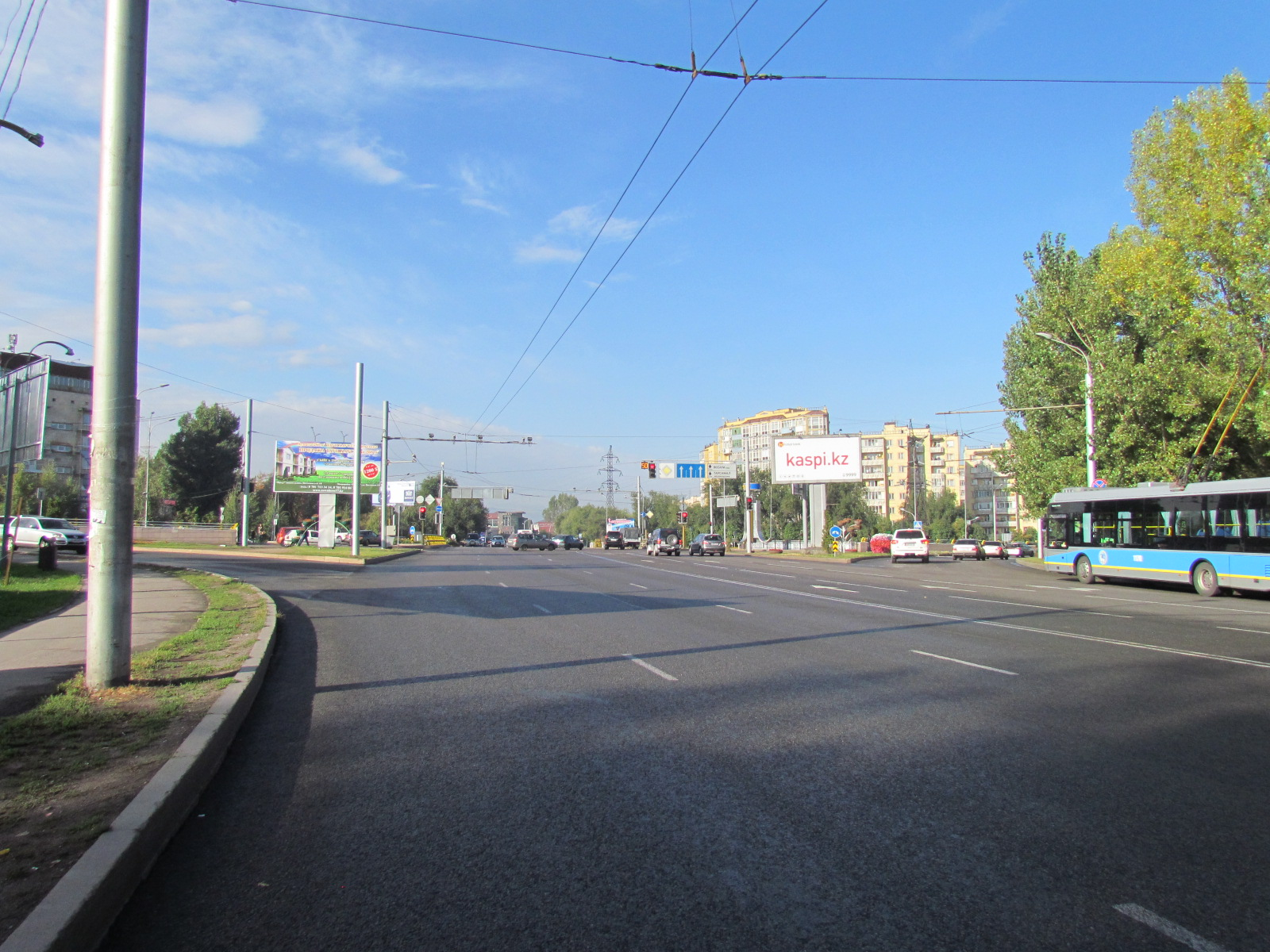
Перекресток улиц Саина-Жандосова
Вид на Большой Алматинский пик с перекрестка улиц Саина-Шаляпина
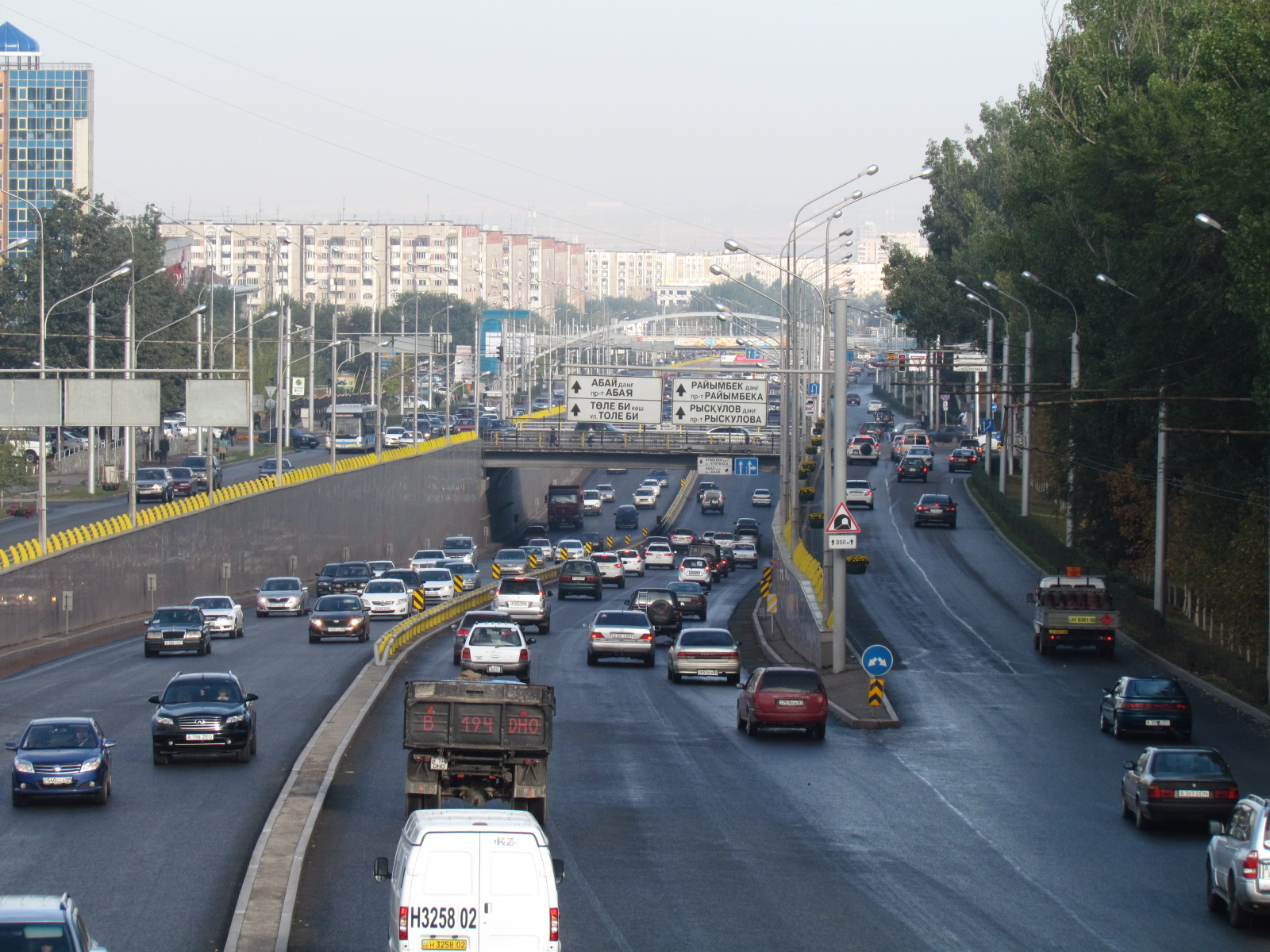
Транспортная развязка на перекрестке улиц Саина-Шаляпина
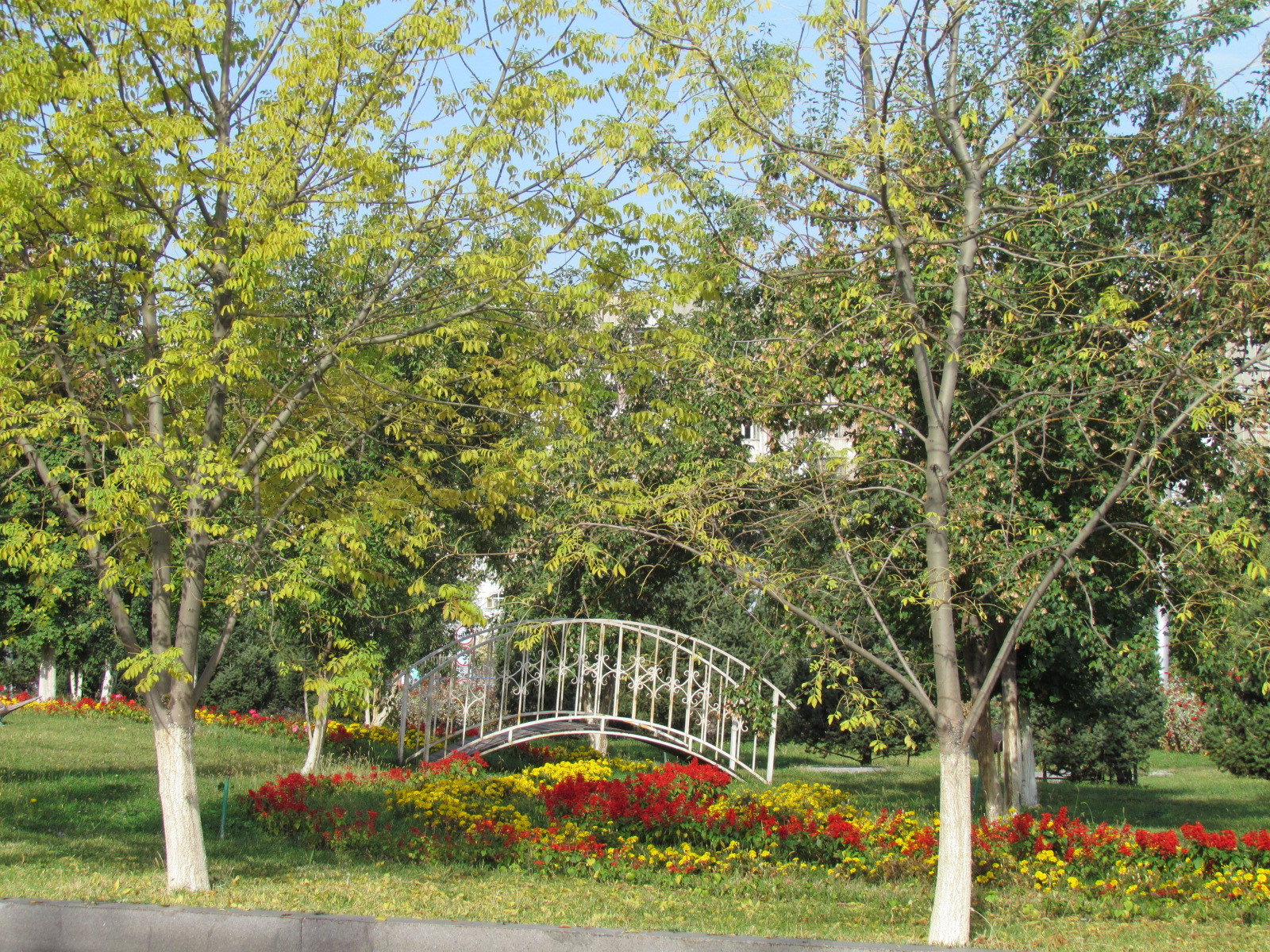
Юго-западная часть перекрестка Саина-Абая
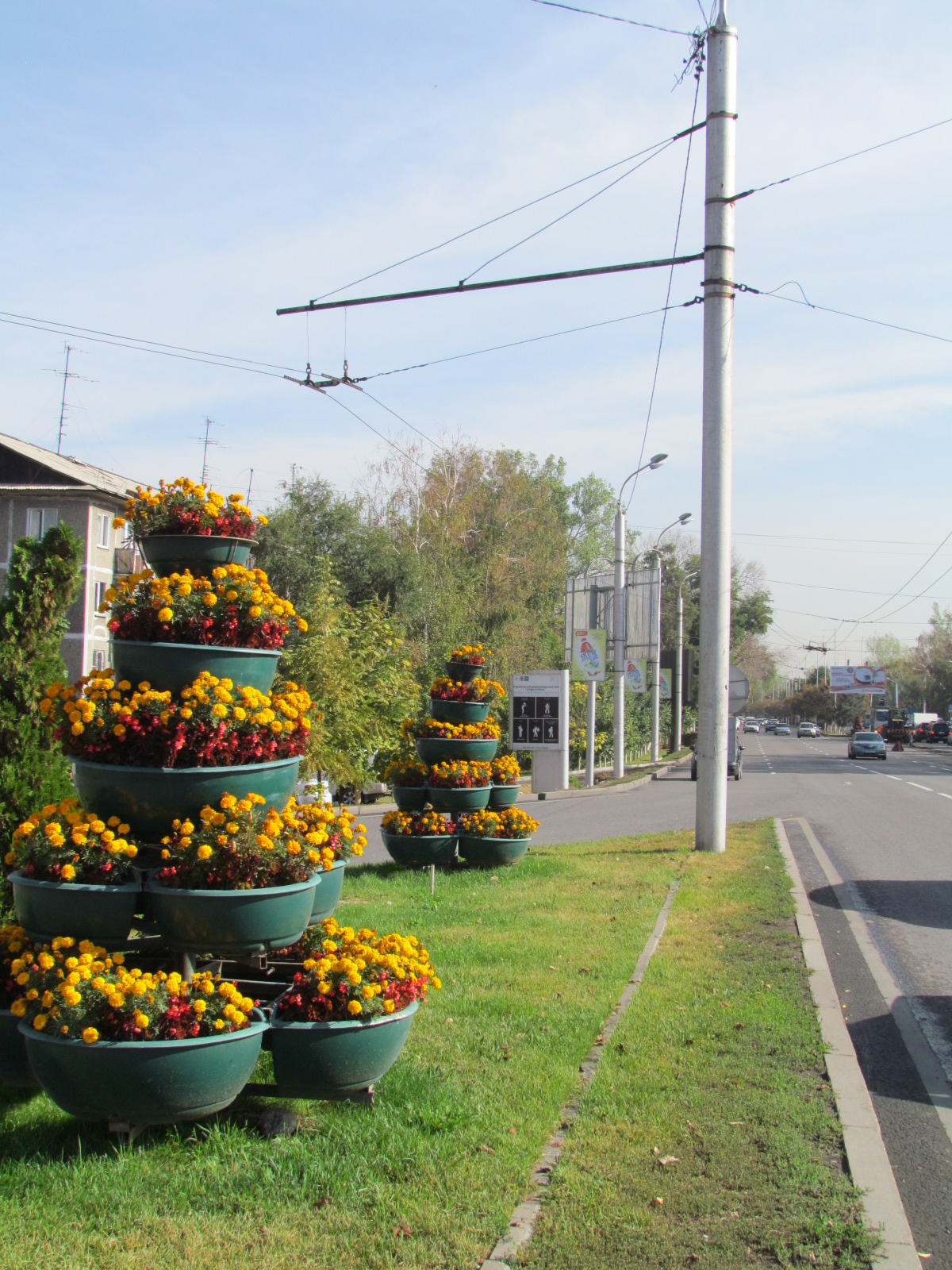
Вид на проспект Абая в направлении на северо-восток с перекрестка улицы Саина-Абая
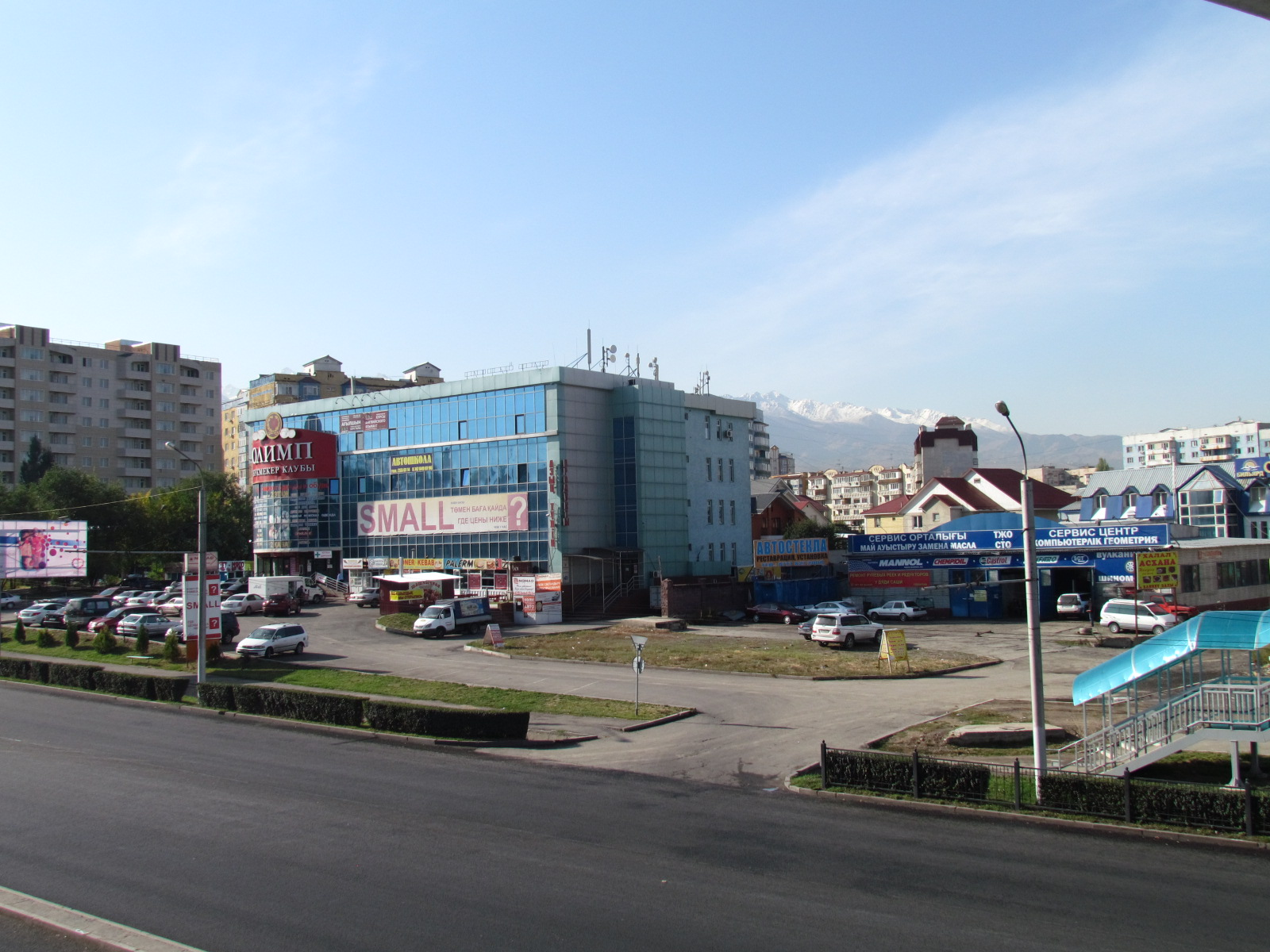
Торговый центр на западной стороне улицы Саина. Вид с пешеходного перехода между улицами Шаляпина и Абая
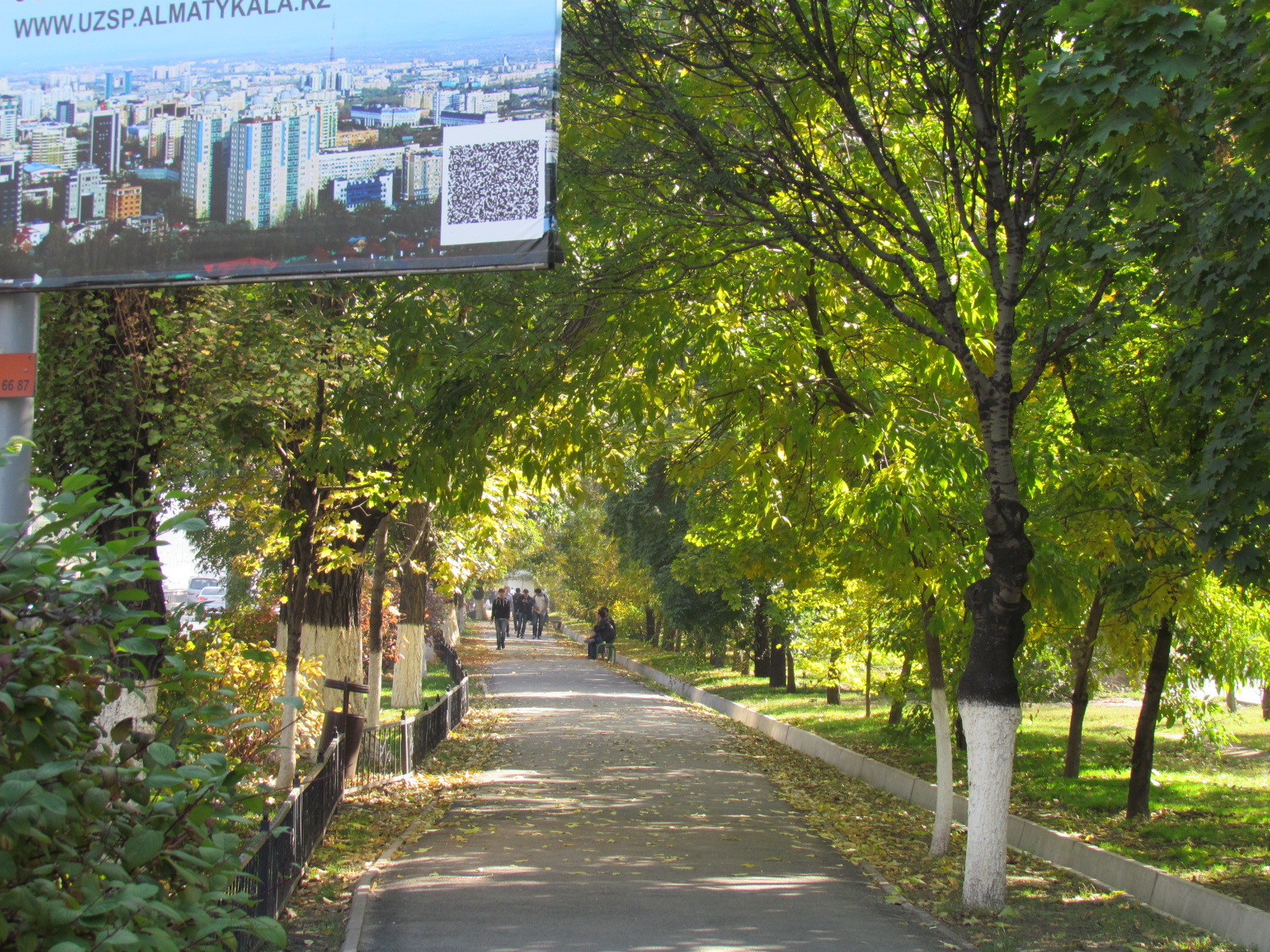
Аллея на западной стороне улицы Саина, ниже перекресечения с проспектом Абая